# Trampoline (Kero Kero Bonito)
Trampoline è un singolo dei Kero Kero Bonito, pubblicato il 26 settembre 2016 come quinto estratto dal primo album in studio Bonito Generation. Alcuni critici musicali hanno descritto Trampoline come un brano synth e bubblegum pop, che si ispira all'hip hop, alla musica per videogiochi, al J-pop e all'Eurotrance. Il cantato del brano è debitore del rap ed è stato definito "stupidotto".

## Pubblicazione
Trampoline venne originariamente auto-pubblicata il 26 settembre 2016. Durante la seconda metà dello stesso anno, la Double Denim ripubblicò la traccia in formato singolo e nell'album dei KKB Bonito Generation. Il 30 maggio del 2017, uscì l'EP Bonito Retakes (Remixes), che contiene una versione di Trampoline remixata dai Saint Etienne.

## Video musicale
Il video ufficiale di Trampoline venne diretto da Theo Davies (a cui è anche attribuito il filmato di Lipslap dei Kero Kero Bonito) e pubblicato il 25 ottobre del 2016 su YouTube. Nel video di Trampoline, i membri del gruppo sono in una villa grigia e opprimente. Quando essi iniziano a usare un tappeto elastico, essi si ritrovano in una coloratissima dimensione alternativa.

## Accoglienza
Trampoline ha ricevuto giudizi positivi. Secondo Luke McCormick di Fader, essa sarebbe un "synth pop dolce e spensierato che ci insegna a ritrovare la forza di continuare dopo essere caduti." Un altro giornalista di Fader, Will Gottsegen, lodò la scelta del gruppo di adottare la tecnica dello spoken word rendendo la traccia una "prescrizione filosofica per la felicità". Leah Levinson di Tiny Mix Tapes definì il singolo "un inno spudoratamente ironico che si colloca a metà strada tra una hit ottimista di Calvin Harris e una lezione sul dare il meglio di sé in stile Yo Gabba Gabba!." Lo stesso articolo elogia i testi "assurdisti" della canzone, così come lo stile di produzione, e la sensibilità pop che la caratterizzano. In un articolo di Exclaim!, i testi del brano sono definiti "affascinanti".